# Уорлок, Дик
Ричард Энтони Леминг (англ. Richard Anthony Leming; род. 5 февраля 1940, Окли, Цинциннати, Огайо, США) — американский актёр кино и телевидения, каскадёр и постановщик трюков, более известный под псевдонимом Дик Уорлок (англ. Dick Warlock). Среди фанатов фильмов ужасов прославился ролью маньяка Майкла Майерса в фильме «Хэллоуин 2» (1981) режиссёра Рика Розенталя.

## Биография и карьера
Ричард Леминг родился 5 февраля 1940 года в Окли, одном из районов города Цинциннати в штате Огайо, США. В 1953 году вместе с родителями и сестрой переехал в Южную Калифорнию. Посещал старшую школу North High в Торрансе, Калифорния, в одно время с Чаком Норрисом.
Дебютировал в 1964 году, впоследствии взяв себе псевдоним Дик Уорлок. Работая на студии Walt Disney Studios, познакомился с Уолтом Диснеем, который предложил ему стать дублёром восходящей звезды кино Курта Рассела. Эта встреча привела к длительному сотрудничеству — на протяжении более чем 25 лет Ричард выполнял трюки вместо Рассела во многих его фильмах. При этом, как отмечал сам каскадёр в поздних интервью, их связывали преимущественно профессиональные отношения:.

Я никогда не тусовался с актерами. Даже с Куртом мы никогда не тусовались. Однажды он пришел ко мне домой, и мы сидели и пили пиво, но в остальном у нас были совершенно разные жизни.
В 1981 году сыграл роль Майкла Майерса в слэшере «Хэллоуин 2»: изначально Уорлок был выбран в качестве координатора и постановщика трюков в фильме, а уже потом Дебра Хилл и Рик Розенталь дали ему роль главного антагониста. В интервью Уорлок пояснял, как он готовился к этой роли, поскольку Майерс получил гораздо больше экранного времени в сиквеле, чем в оригинале:

Я смотрел сцены, где Лори забилась в шкаф. Майкл прорывается. Она хватает вешалку и засовывает её ему в глаза. Майкл падает, а Лори подходит к двери спальни и садится. На заднем плане мы видим, как Майкл садится и поворачивается к ней в такт музыке. ... Во всяком случае, это и наклон головы были теми вещами, которые я взял с собой в "Хэллоуин II". На самом деле в первом фильме я не видел ничего такого, на что можно было бы повесить шляпу.
Уорлок продолжал работать дублёром Рассела, в том числе в культовых боевиках «Побег из Нью-Йорка» и «Большой переполох в маленьком Китае», снятых Джоном Карпентером. На съёмках «Побега из Нью-Йорка» помогал Эдриенн Барбо, которая ранее не имела опыта стрельбы из оружия в кино, показав ей как пользоваться реквизитом. В целом за всю свою карьеру, Дик Уорлок поставил и исполнил трюки более чем в 200 фильмах. Он также изредка снимался как актёр, появившись, например, в небольшой роли в триллере Джеймса Кэмерона «Бездна» в 1989.
Оставив работу в киноиндустрии в 2002 году, Дик Уорлок вместе с семьёй поселился в Кингспорте, штат Теннесси.

## Личная жизнь
25 февраля 1990 года женился на Кэти М. Колман, также у Уорлока было трое детей от предыдущих браков: сыновья Лэнс и Билли (впоследствии стал актёром) и дочь Ронда.

## Фильмография

### Актёрские работы
| Год  |    | Русское название                          | Оригинальное название                     | Роль                          |
| ---- | -- | ----------------------------------------- | ----------------------------------------- | ----------------------------- |
| 1968 | ф  | Зелёные береты                            | The Green Berets                          | американский солдат           |
| 1969 | ф  | Фольксваген-жук                           | The Love Bug                              | водитель                      |
| 1974 | ф  | Сверкающие сёдла                          | Blazing Saddles                           | житель города                 |
| 1974 | ф  | Грязная Мэри, сумасшедший Ларри           | Dirty Mary, Crazy Larry                   | дорожный патрульный           |
| 1974 | ф  | Землетрясение                             | Earthquake                                | дайвер у водохранилища        |
| 1979 | ф  | Когда звонит незнакомец                   | When A Stranger Calls                     | бармен                        |
| 1981 | ф  | Хэллоуин 2                                | Halloween II                              | Майкл Майерс                  |
| 1982 | ф  | Нечто                                     | The Thing                                 | норвежский полярник           |
| 1982 | ф  | Хэллоуин 3: Сезон ведьм                   | Halloween III: Season of the Witch        | андроид-убийца                |
| 1984 | с  | Частный детектив Магнум                   | Magnum, P.I.                              | Джимми Кидаш                  |
| 1984 | ф  | Воспламеняющая взглядом                   | Firestarter                               | Рэй Ноулз                     |
| 1985 | ф  | Коммандо                                  | Commando                                  | полицейский в торговом центре |
| 1986 | ф  | Брокер                                    | Quicksilver                               | таксист                       |
| 1986 | с  | Команда «А»                               | The A-Team                                | один из подручных Оуэнса      |
| 1987 | ф  | Космические яйца                          | Spaceballs                                | охранник                      |
| 1988 | ф  | Тыквоголовый                              | Pumpkinhead                               | Клэйтон Хеллер                |
| 1989 | ф  | Бездна                                    | The Abyss                                 | Дуайт Перри                   |
| 1990 | ф  | Отряд «Дельта» 2                          | Delta Force 2: The Colombian Connection   | агент УБН в фургоне           |
| 1990 | ф  | Спонтанное возгорание                     | Spontaneous Combustion                    | мистер Фицпатрик              |
| 1991 | ф  | Повелитель зверей 2: Сквозь врата времени | Beastmaster 2: Through the Portal of Time | учёный #1                     |
| 1991 | ф  | Ракетчик                                  | The Rocketeer                             | агент ФБР                     |
| 1992 | ф  | Без ума от оружия                         | Guncrazy                                  | шериф                         |
| 1992 | с  | Отступник                                 | The Renegade                              | фермер                        |
| 1995 | ф  | Казино                                    | Casino                                    | охранник с электрошокером     |
| 1996 | тф | Чёрный ястреб                             | Raven Hawk                                | Дэйл Райс                     |
| 1997 | ф  | Реликт                                    | The Relic                                 | полицейский                   |
| 1998 | с  | Рыцари правосудия                         | Team Knight Rider                         | Чак                           |
| 2002 | ф  | Человек-паук                              | Spider-Man                                | мужчина на крыше              |

### Каскадёр
| Год  | На русском языке                      | Оригинальное название                   | Примечание                                | Режиссёр            |
| ---- | ------------------------------------- | --------------------------------------- | ----------------------------------------- | ------------------- |
| 1964 | Агенты А.Н.К.Л. (телесериал)          | The Man from U.N.C.L.E.                 | дублёр Курта Рассела (1 сезон, 10 серия)  | Марк Дэниелс        |
| 1966 | Ф.Б.Р. (телесериал)                   | The F.B.I.                              | каскадёр (1 сезон, 28 серия)              | Джесси Хиббс        |
| 1968 | Полярная станция «Зебра»              | Ice Station Zebra                       | каскадёр                                  | Джон Стёрджесс      |
| 1969 | Иллюстрированный человек              | The Illustrated Man                     | каскадёр                                  | Джек Смайт          |
| 1969 | Компьютер в кроссовках                | The Computer Wore Tennis Shoes          | дублёр Курта Рассела                      | Роберт Батлер       |
| 1970 | Уловка-22                             | Catch-22                                | каскадёр                                  | Майк Николс         |
| 1971 | Набалдашник и метла                   | Bedknobs and Broomsticks                | каскадёр                                  | Роберт Стивенсон    |
| 1973 | Зелёный сойлент                       | Soylent Green                           | каскадёр                                  | Ричард Флейшер      |
| 1974 | Грязная Мэри, сумасшедший Ларри       | Dirty Mary, Crazy Larry                 | каскадёр                                  | Джон Хью            |
| 1974 | Землетрясение                         | Earthquake                              | каскадёр                                  | Марк Робсон         |
| 1975 | Самый сильный человек в мире          | The Strongest Man in the World          | дублёр Курта Рассела                      | Винсент Макэвити    |
| 1975 | Челюсти                               | Jaws                                    | дублёр Ричарда Дрейфуса                   | Стивен Спилберг     |
| 1975 | Роллербол                             | Rollerball                              | каскадёр                                  | Норман Джуисон      |
| 1975 | Башня смерти (ТВ-фильм)               | The Deadly Tower                        | дублёр Курта Рассела                      | Джерри Джеймсон     |
| 1979 | Когда звонит незнакомец               | When a Stranger Calls                   | каскадёр                                  | Фред Уолтон         |
| 1980 | Подержанные автомобили                | Used Cars                               | дублёр Курта Рассела                      | Роберт Земекис      |
| 1981 | Побег из Нью-Йорка                    | Escape from New York                    | дублёр Курта Рассела                      | Джон Карпентер      |
| 1981 | Хэллоуин 2                            | Halloween II                            | постановщик трюков                        | Рик Розенталь       |
| 1981 | История с привидениями                | Ghost Story                             | дублёр Фреда Астера                       | Джон Ирвин          |
| 1982 | Нечто                                 | The Thing                               | постановщик трюков и дублёр Курта Рассела | Джон Карпентер      |
| 1983 | Мёртвая зона                          | The Dead Zone                           | постановщик трюков                        | Дэвид Кроненберг    |
| 1984 | Дополнительная смена                  | Swing Shift                             | дублёр Курта Рассела                      | Джонатан Демми      |
| 1985 | Пятница, 13-е — Часть 5: Новое начало | Friday the 13th: A New Beginning        | постановщик трюков                        | Дэнни Стейнманн     |
| 1985 | Коммандо                              | Commando                                | каскадёр                                  | Марк Л. Лестер      |
| 1986 | Лучшие времена                        | The Best of Times                       | дублёр Курта Рассела                      | Роджер Споттисвуд   |
| 1986 | Большой переполох в маленьком Китае   | Big Trouble In Little China             | каскадёр и дублёр Курта Рассела           | Джон Карпентер      |
| 1986 | Охотник на людей                      | Manhunter                               | каскадёр                                  | Майкл Манн          |
| 1987 | Космические яйца                      | Spaceballs                              | постановщик трюков                        | Мел Брукс           |
| 1988 | Тыквоголовый                          | Pumpkinhead                             | постановщик трюков                        | Стэнли Уинстон      |
| 1988 | Пьяный рассвет                        | Tequila Sunrise                         | дублёр Курта Рассела                      | Роберт Таун         |
| 1989 | Бездна                                | The Abyss                               | постановщик трюков                        | Джеймс Кэмерон      |
| 1989 | Танго и Кэш                           | Tango & Cash                            | дублёр Курта Рассела                      | Андрей Кончаловский |
| 1990 | Отряд «Дельта» 2                      | Delta Force 2: The Colombian Connection | дублёр Ричарда Джекела                    | Аарон Норрис        |
| 1990 | Детские игры 2                        | Child's Play 2                          | постановщик трюков                        | Джон Лафия          |
| 1991 | Детские игры 3                        | Child's Play 3                          | каскадёр и постановщик трюков             | Джек Бендер         |
| 1992 | Незаконное вторжение                  | Unlawful Entry                          | дублёр Курта Рассела                      | Джонатан Каплан     |
| 1993 | Робин Гуд: Мужчины в трико            | Robin Hood: Men in Tights               | каскадёр                                  | Мел Брукс           |
| 1995 | Казино                                | Casino                                  | каскадёр                                  | Мартин Скорсезе     |
| 1996 | Чёрный ястреб (ТВ-фильм)              | Raven Hawk                              | каскадёр                                  | Альберт Пьюн        |
| 1997 | Реликт                                | The Relic                               | каскадёр                                  | Питер Хайамс        |
| 2000 | 28 дней                               | 28 Days                                 | каскадёр                                  | Бетти Томас         |
| 2002 | Человек-паук                          | Spider-Man                              | каскадёр                                  | Сэм Рэйми           |